# Власта Фабіанова
Власта Фабіанова (нар. 29 червня 1912, Львів, Австро-Угорщина, нині Україна — 26 червня 1991, Прага, Чехія) — чеська актриса, професорка Академії музичного мистецтва в Празі (1964). Заслужена артистка Чехословаччини (1961).

## Життєпис
Власта народилася у Львові, в родині прокурора місцевого відділення Центрального банку чеських ощадних банків. Переїхала до Праги з матір'ю в 1914 році, батько повернувся до них з Першої світової війни в 1917 році.
Фабіанова закінчила драматичний факультет Празької консерваторії (1928–1932), недовго працювала в театрі Шванди та театрі Акрополіс у Жижкові. В 1932 — 1941 рр. працювала в Національному театрі в Брно, з якого була запрошена 1 серпня 1941 р. до Національного театру в Прагу. Працювала тут під керівництвом ряду режисерів (Карел Досталь, Антонін Дворжак, Іржі Фрейка, Індржих Гонцль, Отомар Крейча, Мирослава Махачека, Яромір Плескот, Альфреда Радока, Франтішек Зальцер) аж до вимушеного виходу на пенсію в 1977 році. Це була актриса аристократичної зовнішності з оксамитовим захоплюючим голосом і вишуканою культурою мовлення. Спочатку вона викладала акторську майстерність в Празькій консерваторії (1947), потім у празькому ДАМУ (Театральний факультет Академії музичного мистецтва в Празі), де стала доцентом, а згодом професоркою у 1964 році. Була затребувана як декламатор, часто працювала на радіо та дубляжі. Фабіанова також знімалася у телевізійних постановках та фільмах. З 1940 року знялася у більш ніж у 30 фільмах.
Її чоловіком був радіорежисер Юзеф Бездічек (1900–1962), після його смерті вона вийшла заміж за актора Національного театру Богуша Загорського (1906–1980) у 1971 році.
Власта Фабіанова померла 26 червня 1991 р. Похована на Вишеградському кладовищі в Празі в могилі відомій як «Пам'ятник чеським акторам», який був відкритий у 1999 році і знаходиться під спільною опікою Асоціації акторів та Фонду «Життя художника».

## Цитата
|  | Na vaše hodiny jsme se vždycky těšili jak malí. Děláme rovnítko mezi to, co nám dala škola a co jste nám dala vy. Především svým osobním příkladem, příkladem svého herectví. Často vzpomínáme, jak jste se štvala z divadla do školy a zase zpátky, jak jste nám nosila rekvizity, holkám jste půjčovala šaty. A ty vaše bramborové saláty – to byla jedna báseň! Kolik jen jsme jich snědli! Віктор Прейс Ми завжди з нетерпінням чекали ваших уроків, коли були маленькими. Ми порівнюємо те, що дала нам школа, і те, що ви дали нам. Перш за все, ваш особистий приклад, приклад вашої акторської гри. Ми часто згадуємо, як ви ходили з театру до школи і назад, як приносили нам реквізит, позичали одяг для дівчат. А ваші картопляні салати - це був один вірш! Скільки ми з’їли! |

## Фільмографія
- 1940 Травнева казка — хазяйка Ріша
- 1940 р. Друга зміна — Марі Грегорова
- 1941 Рукавичка — пані Зейдова
- 1943 Танцівниця — Марі Луїза
- 1945 Кільце — Принцеса Андрес (важлива роль)
- 1945 Блудне паломництво (незавершений фільм) — Єва Даубнерова
- 1946 Скрипка і мрія — Анна Засмуцька
- 1947 Якірний знак — Чорне віяло
- 1947 Роздоріжжя (незавершений фільм) — Христина Прокопова
- 1948 Кракатит — дівчина з завісою і учасниця терористичної організації
- 1949 Революційний 1848 р. — Божена Нємцова
- 1949 Червона ящірка — Ерна
- 1952 Велика пригода — Еллен
- 1953 Початок — Деймкова
- 1953 Яструб проти Грдлічки — Грдлічкова
- 1955 Ангел в горах — Матушкова
- 1958 Мораль пані Дульської — Юляшевічова
- 1958 П'яте колесо автомобіля — Янурова
- 1960 Серпнева неділя — Міхова
- 1961 Власта Фабіанова (документальний фільм)
- 1966 Привид Моррісвілля — Арабелла
- 1977 Зустріч у липні — мати Еда
- 1978 Чудові чоловіки з ручкою — Емілі Коларжова-Млада
- 1979 Концерт наприкінці літа — графиня Елеонора
- 1982 Сіль над золотом — прийомна мати
- 1983 Благословенна родина — Камілла
- 1984 Ноктюрн Баррандова або Як співав і танцював фільм — гість
- 1986 Велике пограбування фільму — гість

## Телевізійні ролі
- 1957 Старий Грунт — Марколіна
- 1958 Мрачно — Катержина
- 1959 Радуз і Махулена — Руна
- 1961 Ніч роботи — декламація
- 1963 Різдвяний романс
- 1964 Тронні залицяльники — Рагенхильд
- 1964 Фіоренца
- 1965 Самотність — Олена Толарова
- 1967 Мала Доррітка — Кленамова
- 1967 Собача казка — бабуся
- 1969 Еш — мати
- 1969 Хто рятує палаючий ліс
- 1970 Клара та Анжеліка — Клара
- 1971 Злочин у замку Зленіце — Блажена
- 1971 Люди на роздоріжжі — Вітова
- 1971 Кримінальне танго — Кінгсепп
- 1973 Мовчазний свідок — Елішка Заврєлова
- 1973 Казки про маленьку арфу — Довідник по казках
- 1974 Принц Чохолуш — няня
- 1974 Уроки сучасності — вчителька Томанова
- 1974 Народна трибуна — свекруха
- 1974 Світ води — Мати
- 1975 Впливова людина — Ліліан
- 1975 Нехай кине камінь — вихователька Каченка
- 1976 Дитина (бакалаври 1976) — мати учительки
- 1976 Петржичка — служниця Адела
- 1976 Магазин ключів — керівництво серіалу
- 1976 Синьоока дівчина — бабуся
- 1976 Підпілля Свободи — командир да Торе
- 1977 Тетінка — Новакова
- 1977 Кремлівські куранти — Анна
- 1977 Похоронна музика для загиблих героїв — мати Рейха
- 1978 Закони руху (серіал — частини 1, 4 та 6) — мати Хаєкова
- 1978 Зіп (Холостяки 1978) — мати
- 1979 Вівчарська казка — Стара жінка
- 1980 Післяобідній візит — мати Рут
- 1980 Як малювати птаха — професорка музики
- 1981 Королева лабіринтів — тітка Амвросія
- 1981 Історія одного дня — Мала, господарка
- 1981 Хастрмані — бабуся Калначова
- 1981 В кінці — початок — Каміла
- 1982 Має дати, дав — господарка
- 1982 Гра котів — Гізела
- 1983 Зузана Войржова (телевізійна опера) — бабуся
- 1983 Герої моменту — Марі Ришава
- 1983 Блакитний телефон — актриса
- 1984 Будулінек-Манделінка — бабуся
- 1985 Хто рятує ковбоїв — місіс Дойлова
- 1986 Кільце без каменю — бабуся
- 1987 Формулювання Золотого дзвоника — Ворожка
- 1987 Полом у безвітрі (телесеріал — частина 3) — мати Валентикова
- 1987 У плоскогубцях — тітка Ольга
- 1987 Павине перо — хрещена мати
- 1989 Пригоди криміналістики (телесеріал — епізод Реконструкція) — Елеонора Роулінсон

## Записи
- 1942 Д. C. Фальтіс — Вероніка — сцена з четвертого акту, роль Вероніки
- 1944 Мольєр — Тартюф — сцена Тартюфа, Ельміри та Органи, роль Ельміри
- 1954 Едмонд Ростанд — Сірано з Бержераку — сцени з третього акту, роль Роксани
- 1954 В. Шекспір — Гамлет — розмова Гамлета з матір'ю (з третього акту), роль королеви Гертруди
- 1955 Божена Немцова — Бабуся — підбірку з розділів читає В. Фабіанова
- 1957 А. Н. Островський — Пізнє кохання — вихід з другої дії, роль Лебєдкінова
- 1957 В. Шекспір — Річард III. — перший і другий спектакль, роль принцеси Анни
- 1960 Францішек Грубін — Серпнева неділя — від першого акту, роль Вєри Міксової
- 1960 Марі Пуйманова — Життя проти смерті — уривок

## Визнання
- 1958 Відзнака за відмінну працю
- 1960 Заслужена діячка Національного театру
- 1961 Заслужена артистка Чехословаччини